# Pelele (muñeco)

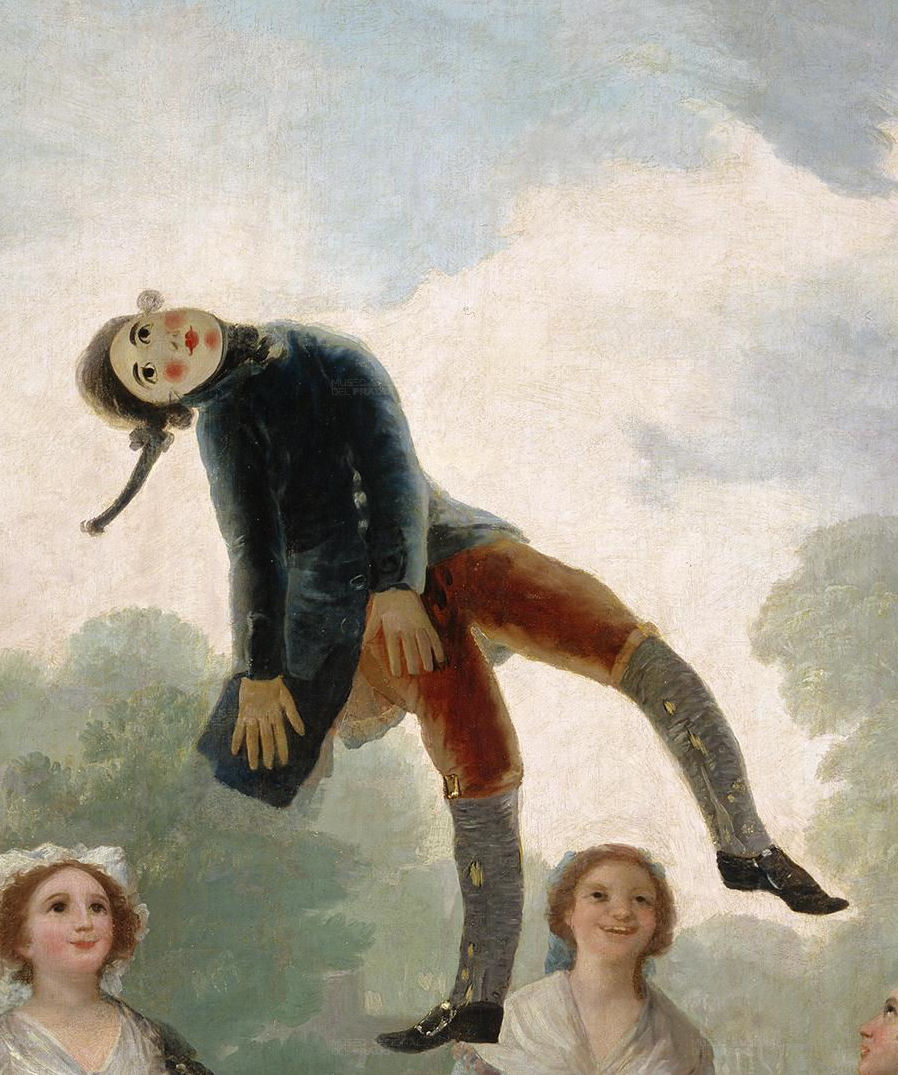
Detalle del cartón para tapiz El pelele, de Francisco de Goya

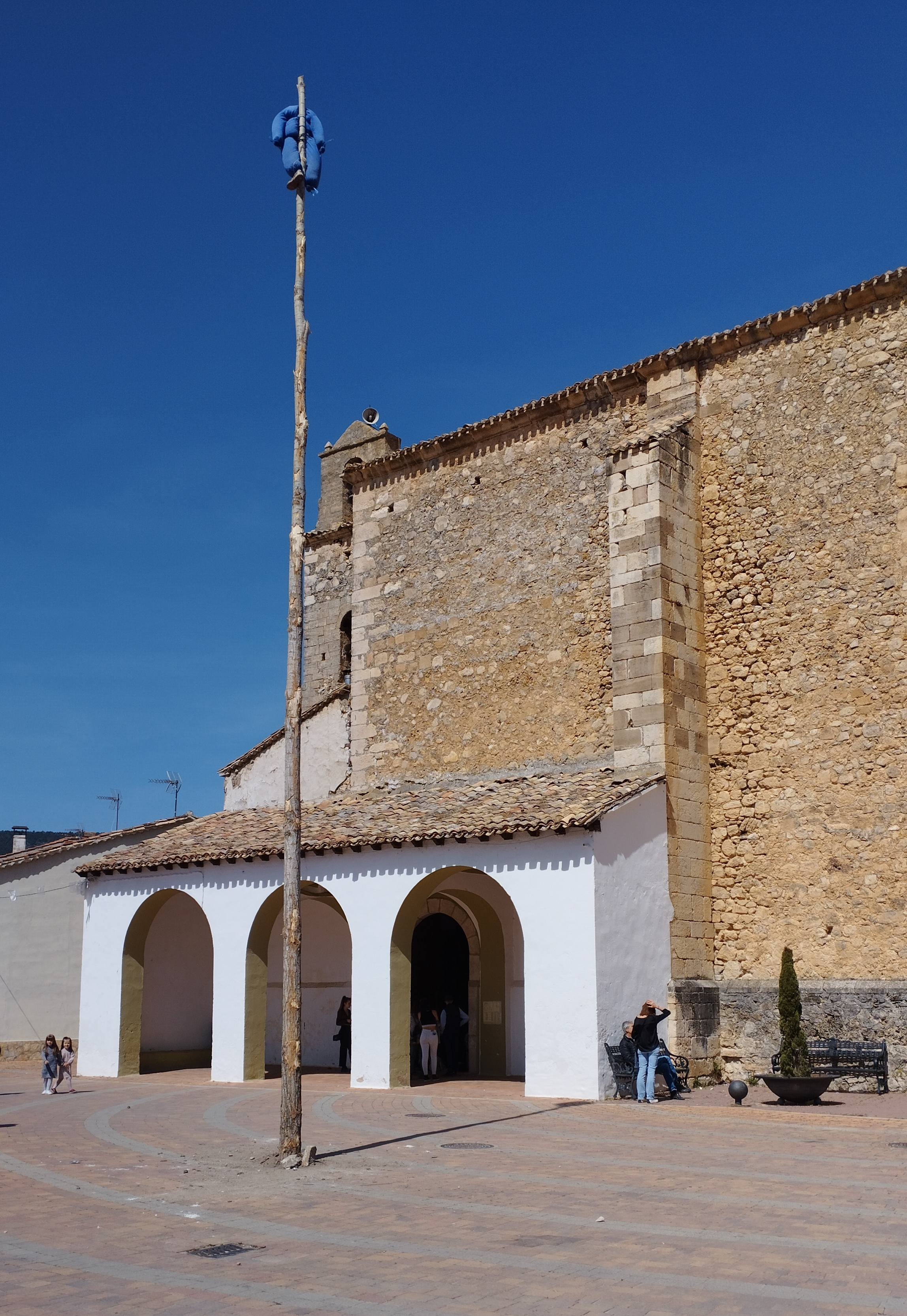
Pelele empleado para la Fiesta del Judas en Cañamares.

Un pelele es un muñeco de paja de tamaño y apariencia humana que se emplea durante algunas festividades tradicionales, generalmente celebradas desde la edad media. Frecuentemente el pelele es utilizado para representar un acto violento en el que se apedrea, quema, mantea o maltrata de alguna otra forma a un ser humano.
La palabra pelele, según algunos investigadores, puede ser un diminutivo vasco del nombre Pedro. En el país de Sola (país vasco-francés) se conserva Pelele como equivalente de Perico o Pedrito.
Ejemplos de fiestas donde se emplean peleles son:
- El manteo realizado por grupos de mujeres en forma de chanza durante los carnavales en Madrid y pueblos adyacentes. El ritual del manteo se sigue repitiendo en nuestras épocas en casi todo occidente como rito de despedida (soltería, egreso, etc.) o de iniciación (en una organización, en la escuela, en el ejército).

- La Fiesta del Judas, una tradición de algunos pueblos españoles e iberoamericanos en los que el Domingo de Resurrección se apedrea, lincha o quema un muñeco que representa a Judas Iscariote, por su traición a Cristo.

En tiempos de estos carnavales primitivos (hacia principios del siglo XVIII) se manteaba incluso a curas y se les cantaba una canción en tono de broma:
Debajo de la cama del Señor Cura,
hay un canastillo de confitura.
Los confites más gordos son para el ama
y los más pequeñitos pa' la criada
Otra de las canciones más conocidas, sobre todo en estos últimos tiempos, traída a la memoria en el final de la película Los fantasmas de Goya (dirigida en 2006 por Miloš Forman, protagonizada por Javier Bardem y Natalie Portman):
El pelele está malo ¿qué le daremos?
Una zurra de palos ¡que le matemos!
El pobre pelele, pelen pelela,
se tienta lo suyo, lo tiene arrugao,
le da con el dedo, lo quiere bullir,
el pobre pelele se quiere morir.
En realidad, este canto tiene una notable connotación sexual atribuida a la potencia sexual de los hombres; esta canción era cantada por mujeres mientras manteaban al pelele.